# Marwan Salman
Marwan Salman (född 7 november 1992) är en svensk fotbollstränare och analytiker. Sedan 2025 är han assisterande tränare i allsvenska Degerfors IF.

## Karriär
Marwan Salman är en svensk fotbollstränare med gedigen erfarenhet av att leda lag på olika nivåer inom svensk fotboll. Med en bakgrund som assisterande tränare och analytiker i Allsvenskan samt flera år som huvudtränare i lägre divisioner har Salman byggt upp en mångsidig kompetensprofil där både taktisk skärpa, ledarskap och dataanalys står i fokus.

### Ledarstil och filosofi
Marwan Salman beskrivs ofta som en modern tränare med fokus på data och analys, men också med ett starkt mänskligt ledarskap. Han betonar vikten av att bygga förtroende och engagemang i laget: 
”Det handlar inte bara om taktik och träning. En framgångsrik tränare måste kunna motivera och skapa en trygg miljö där spelarna kan växa.”
Han är känd för att vara lyhörd och anpassningsbar, och framhåller att utveckling är en kontinuerlig process:
”Fotbollen utvecklas hela tiden, och som tränare måste man vara beredd att lära nytt och förändra sina metoder för att hålla sig i framkant.”

### Tidiga tränaruppdrag (2013–2023)
Salman startade sin tränarkarriär 2013 i Järla IF, där han under fyra år utvecklade sin grundläggande filosofi kring lagbygge och spelarutveckling. Fokus låg på att skapa en positiv kultur där individuell utveckling gick hand i hand med lagets mål.
I Qviding FIF (2017–2020) tog Salman ett steg uppåt i ansvar och utvecklade ett systematiskt arbetssätt med långsiktighet och ungdomsfokus. Han kombinerade teknisk träning med en stark tro på disciplin och mental styrka, något som ofta lyfts fram av spelare och ledare som arbetat med honom.
Under 2021 ledde han Karlbergs BK som huvudtränare, där han framgångsrikt implementerade taktiska justeringar som förbättrade lagets prestationer både offensivt och defensivt. Hans ledarskap präglades av tydlighet, kommunikation och förmåga att skapa en vinnarkultur. ”Det handlar om att bygga en stabil grund som ger spelarna förutsättningar att prestera på högsta nivå,” har han sagt i flera intervjuer.
2022 gjorde Salman ett viktigt kliv in i elitfotbollen som assisterande tränare i BK Häckens damlag, där han bidrog till lagets struktur och träningsupplägg på elitnivå. Han betonade vikten av detaljer och samarbete i det dagliga arbetet.
Året därpå tog han huvudansvaret för Sollentuna FK, där han ledde laget med fokus på att bygga både sportslig framgång och en stark lagkänsla. Under säsongen var han även ansvarig för Team Norra i talangmatchen ”Morgondagens stjärnor”, där han lyfte fram vikten av att stötta unga spelare med rätt inställning och drivkraft.

### Analytiker och assisterande tränare i IFK Göteborg (2024)
Inför säsongen 2024 värvades Salman till IFK Göteborg, där han fick rollen som analytiker och assisterande tränare till Jens Askou. Under säsongens gång lämnade Askou klubben, och Stefan Billborn, Joakim Björklund och Marcus Berg tog då plats i ledarstaben tillsammans med Salman.
Salman bidrog aktivt till klubbens arbete med matchanalys, data och taktiska förberedelser, vilket bidrog till ökad professionalism i träningsarbetet. Hannes Stiller, tillförordnad sportsligt ansvarig, kommenterade:  
”Marwan har gjort ett fint jobb med våra dataanalysprocesser och hjälpt oss att ta bättre strategiska beslut.”

### Assisterande tränare i Degerfors IF (2025–)
I december 2024 presenterades Salman som assisterande tränare i Degerfors IF med kontrakt till och med 2026. Tillsammans med huvudtränaren William Lundin arbetar han med att utveckla lagets prestationer och anpassa taktiken efter Allsvenskans krav.
Salman har tidigt betonat vikten av att skapa en stark lagkultur, öppen kommunikation och en tydlig spelidé. Han säger själv: 
”Min ledarstil bygger på respekt, tydlighet och att vara tillgänglig för spelarna. Jag vill att alla ska känna sig delaktiga och motiverade att bidra till lagets gemensamma mål.”
Sportchefen Patrik Werner har lyft fram hans professionalism och allsvenska erfarenhet som viktiga tillgångar: 
”Marwan vet vad som krävs för att lyckas i Allsvenskan, och hans samarbete med William ger oss en stark tränarstab med god balans mellan erfarenhet och nytänkande.”
Efter några veckor i klubben kommenterade Salman: 
”Jag ville först lära känna spelarna och sätta mig in i klubbkulturen…”
I juni 2025 lämnade huvudtränare Lundin och ersattes av Tobias Solberg som interim, medan Salman fortsatte som assisterande tränare. Han fick fortsatt förtroende som assisterande tränare även efter att Henok Goitom blev huvudtränare för Degerfors IF.

### Medverkan i media och offentliga framträdanden
Utöver sina tränaruppdrag har Salman varit aktiv i mediakanaler och poddar där han delat sina tankar om tränarskap och svensk fotbolls framtid. I podcasten ”Blås av skiten” har han diskuterat tränarsamarbetet i Degerfors IF och sina ambitioner att ta nästa steg som huvudtränare i Allsvenskan.

## Klubbhistorik (tränare)
- 2013–2017 – Järla IF
- 2017–2020 – Qviding FIF
- 2021 – Karlbergs BK
- 2022 – BK Häcken (assisterande tränare)
- 2023 – Sollentuna FK
- 2024 – IFK Göteborg (analytiker & assisterande tränare)
- 2025 – Degerfors IF (assisterande tränare)